# 48778 Сьокоюкако
48778 Сьокоюкако (48778 Shokoyukako) — астероїд головного поясу, відкритий 1 вересня 1997 року.
Тіссеранів параметр щодо Юпітера — 3,287.
Названо на честь Сьоко Юкако (яп. しょうこ・ゆかこ(翔子友香子) сьо:ко юкако).